# Александровская улица (Зеленогорск)
Алекса́ндровская у́лица — улица в городе Зеленогорске Курортного района Санкт-Петербурга. Проходит от Артиллерийской улицы до Зеленогорского шоссе.
Первоначально именовалась Патонской улицей — по фамилии домовладельца в Териоках. Этот топоним известен с 1907 года.
В 1920-х улицу переименовали в фин. Aleksanderinkatu. Этот финский топоним происходит от фамилии домовладельца Александрова.
После Великой Отечественной войны финское название заменил его русский аналог — Александровская улица.
По участку от Узкой улицы до Хвойной улицы нет транзитного проезда и прохода, поскольку он проходит по режимной территории котельной «Александровская» (Александровская улица, 21). Причем закрытой территория была еще в конце 1970-х — начале 1980-х. Примерно в 2010 году одно из зданий котельной снесли, но дорогу не открыли. В 2016 году комитет имущественных отношений пообещал провести действия, необходимые для исключения улицы из состава земельного участка и открытия по ней движения.

## Перекрёстки
- Артиллерийская улица
- Курортная улица
- Узкая улица
- Хвойная улица
- Зеленогорское шоссе